# Glandă salivară submandibulară
Glanda submandibulară este una din cele 3 glande salivare, prezente la vertebrate. 

## Funcții
Glanda submandibulară produce cea mai mare parte a salivei la om. Salivă secretată este una vâscoasă, bogată în enzime, printre care și amilază, precum și alte substanțe, mucina spre exemplu, componenta vâscoasă a salivei. 